# 西野照太郎
西野 照太郎（にしの てるたろう、1914年3月31日 - 1993年12月30日）は、日本のアフリカ研究家。
徳島県出身。京都帝国大学卒。海軍嘱託として蘭印ジャカルタに駐在。1948年から国立国会図書館勤務、専門調査員としてアフリカや南太平洋の問題を研究し著述をなした。

## 著書
- 鎖を断つアフリカ 1954. 岩波新書
- アフリカ読本 時事通信社、1960. 時事新書
- AA諸国の実力者 軍人の出る幕 日本経済新聞社、1966. 日経新書
- 岐路に立つアフリカ 日本国際問題研究所、 1967. 国際問題シリーズ
- 苦悩する新興諸国 1968. 紀伊國屋新書
- イースター島紀行 語らざる島への誘い 花曜社、1976.
- 新・南方見聞録 めざめゆく南太平洋の島々 朝日イブニングニュース社 1979.5.

## 共編著
- 植民地主義と民族革命 坂本徳松、中川信夫共著 三一書房、1960. 戦後世界の政治と経済
- 世界の文化地理 第13-14巻 アフリカ 小堀巌、前島郁雄共編 講談社、1964-65.
- オセアニア島嶼国と大国 三輪公忠共編. 彩流社、1990.4.

## 翻訳
- 東印度工業論 訳編. 国際日本協会、1944 東印度研究叢書
- 革命の哲学 G・A・ナセル 訳編 平凡社、1956 へいぼん・ぶっくす、角川文庫、1971
- 禁じられた自由 チュディ・B.ジャガン 林杲之介共訳 平凡社、1957 へいぼんぶっくす
- アフリカの目覚め B.デヴィドスン 岩波現代叢書 1959
- ライフワールドライブラリー 第1期 第10巻 アフリカ / ロバート・コフラン　ライフ編集部編. 時事通信社、1962
- 脱党 アフリカ人共産党員の手記 アデログバ・アジャオ 時事通信社・時事新書、1964
- ライフワールドライブラリー 第3期 第24巻 南アフリカ トム・ホプキンソン ライフ編集部編. 時事通信社、1965
- 大使の日記 ケネディ時代に関する私的記録 ガルブレイス 河出書房新社、1973

## 参考
- 日本人名大事典『西野照太郎』 - コトバンク